# Strickreiter
Strickreiter (manchmal auch Strichreiter) bezeichnet etwa von Mitte des 18. bis Ende des 19. Jahrhunderts einerseits Häscher und Landgendarmen, andererseits  Frevler oder Gauner, besonders auch solche Personen, von denen man wünschte, dass sie am Galgen enden würden – also etwa gleichbedeutend mit „Galgenvogel“ oder „Galgenstrick“.

## Lexikalische Beschreibung
So wird der Strickreiter im Rheinischen Wörterbuch definiert als „ein verächtlicher unordentlicher Geselle, der den Strick am Galgen verdient.“
Die Erklärung in Pierers Universal-Lexikon besagt: Strickreiter ist ein Name für Gendarmen, besonders für französische, „weil sie Stricke als Achselschnüre trugen.“
Das Deutsche Wörterbuch führt mehrere Belege auf. Das Wort sei ohne erkennbare landschaftliche Begrenzung bezeugt. In mundartlicher Form komme es im Westfälischen, in Hessen und der Altmark als Spottname für berittene Gendarmen vor.
Der Begriff Strickreiter fand 1811 Eingang in Hebels Kalendergeschichten, ebenso 1817 in zwei Erzählungen von Clemens Brentano.
Eine einleuchtend erscheinende Definition liefert das 1816 in München erschienene Wörterbuch von Westenrieder. Danach wurden in Bayern verbotenerweise jene Soldaten Strickreiter genannt, die 1745 nach dem Erbfolgekrieg die Aufgabe übernahmen, in bestimmten Distrikten „die Strassen von Ausreissern, Landstreichern, und allem liederlichen Gesindel rein zu halten.“ Zunächst als Strichreiter bezeichnet, weil sie Distrikte durchstreiften, fürchtete man sie wegen ihres rigorosen Auftretens, dennoch nannte man sie schließlich respektlos Strickreiter.
In der Braunschweigischen Umgangssprache wurde der Landdragoner (leichte Reiterei, berittene Beamte) ebenfalls als Strickreiter bezeichnet.